# Watson (Arkansas)
Watson – miasto w Stanach Zjednoczonych, w stanie Arkansas, w hrabstwie Desha.